# الدوري المنغولي لكرة القدم
الدوري المنغولي لكرة القدم هو الدوري الوطني لكرة القدم في منغوليا، والذي يُديره الاتحاد المنغولي لكرة القدم. في عام 2012 كان البطل هو نادي إركيم.